# Jimmy Cliff
Jimmy Cliff, pseudonimo di James Chambers (St. James, 30 luglio 1944), è un cantante reggae giamaicano.
È noto per le canzoni Reggae Night, Hot Shot, Sitting in Limbo, Wild World, I Can See Clearly Now, You Can Get It If You Really Want e Many Rivers to Cross, inserita in Più duro è, più forte cade (The Harder They Come), un film che ebbe un ruolo importante nella diffusione mondiale della musica reggae.

## Biografia
La sua carriera iniziò dopo Hurricane Hattie, singolo che divenne presto un successo discografico. Era prodotto da Leslie Kong, con cui Cliff collaborò fino alla di lui morte. Tra i suoi primi singoli, King of Kings, One Eyed Jacks e Pride and Passion che non vendettero mai bene fuori dai confini giamaicani. Nel 1964 Jimmy venne scelto come rappresentante dell'Esposizione universale, dove fu ben presto reclutato dall'Island Records, etichetta discografica britannica.
Nel 1968 uscì il suo primo album, Hard Road to Travel, che lo rende noto e gradito anche alla critica. Con il singolo Waterfall vinse l'International Festival in Brasile. Subito dopo compose Wonderful World, Beautiful People che scala le classifiche inglesi seguito dall'inno pacifista Vietnam, che il musicista folk-rock Bob Dylan giudicò la miglior canzone di protesta che avesse mai sentito.
Pubblicò poi altri due singoli, Wild World, cover di un pezzo di Cat Stevens, e You Can Get It If You Really Want, successi del 1970.
Nel 1971 Leslie Kong morì di attacco cardiaco. Nello stesso anno uscì la colonna sonora di Più duro è, più forte cade, The Harder They Come, che fu un grande successo. Dopo una serie di album, Cliff prese una pausa dal mondo della musica viaggiando attraverso l'Africa nella sua riscoperta fede islamica.
Suonò con i Kool & the Gang per Power & the Glory nel 1983. E finalmente, nel 1985, vinse un Grammy Award con l'album Cliff Hanger. Seguirono molti singoli e album: il cantante continuò a vendere bene specialmente in Giamaica.
Nel 1990 apparve nel film Programmato per uccidere con Steven Seagal dove eseguì il brano John Crow.
Jimmy Cliff è noto anche per aver fatto una cover della nota canzone di ispirazione africana The Lion Sleeps Tonight portata al successo nel 1961 da Hank Medress dei The Tokens.

## Vita privata
Ha tre figli: due femmine - una delle quali è l'attrice Nabiyah Be - e un maschio.

## Discografia
- 1967 - Hard Road to Travel (Island Records, ILP-962)
- 1968 - Jimmy Cliff in Brazil (Philips Records, SLP 199.030)
- 1968 - Can't Get Enough of It (Veep Records, VPS 16536)
- 1969 - Jimmy Cliff (Trojan Records, TRLS-16) pubblicato nel 1970 anche con il titolo di Wonderful World, Beautiful People
- 1970 - Goodbye Yesterday (Island Records, ILPS 85568)
- 1971 - Two Worlds (Beverly's Records, BLP 023)
- 1971 - Wild World (Island Records, 6396 039)
- 1971 - Another Cycle (Island Records, ILPS 9159)
- 1972 - The Harder They Come (Island Records) Colonna sonora con altri artisti
- 1973 - Struggling Man (Island Records)
- 1973 - Unlimited (EMI Records) ripubblicato nel 1976 con il titolo di King of Reggae
- 1974 - Brave Warrior (EMI Records)
- 1974 - House of Exile (EMI Records) pubblicato anche con il titolo di Music Maker
- 1974 - Oh Jamaica (EMI Records) Raccolta
- 1975 - Follow My Mind (Reprise Records)
- 1976 - In Concert: The Best Of (Reprise Records)
- 1978 - Many Rivers to Cross (Island Records) Raccolta
- 1978 - Give Thankx (Warner Bros. Records)
- 1980 - I Am the Living (WEA Records)
- 1981 - House of Exile (EMI Records)
- 1981 - Give the People What They Want (MCA Records)
- 1982 - Special (Columbia Records)
- 1983 - The Power and the Glory (CBS Records)
- 1985 - Cliff Hanger (Oneness Records)
- 1985 - Sense of Direction (Sire Records)
- 1987 - Hanging Fire (CBS Records)
- 1987 - Shout for Freedom (Milan Records)
- 1987 - Fondamental Reggae (See for Miles Records)
- 1989 - Images (Vision Records) ripubblicato nel 1990 con il titolo di Save Our Planet Earth
- 1990 - Jimmy Cliff / Third World (ICGA Records)
- 1992 - Breakout (JRS Records) ripubblicato nel 1995 con il titolo di Samba Reggae
- 1993 - Live 1993 (Lagoon Reggae Records) ripubblicato nel 1998 come Live and in the Studio e nel 1999 come The Cool Runner Live in London
- 1994 - In Brazil (TriStar Music Records)
- 1995 - Cool Runner: Live in London (Alex Records)
- 1998 - Higher and Higher (Island Jamaica Records) nuovi e vecchi brani rivisti
- 1998 - Journey of a Lifetime (Island Records)
- 1999 - Humanitarian (Eureka Records)
- 2002 - Fantastic Plastic People (Artist Network Records)
- 2003 - Sunshine in the Music (Columbia Records)
- 2004 - Black Magic (Artemis Records)
- 2012 - Rebirth (Sunpower Records)
- 2013 - The KCRW Session (Sunpower Records) Live

## Premi e riconoscimenti
- 1985: Cliff Hanger vince il Grammy Award come Best Reggae Recording[4]